# Gistrup
Gistrup är en tätort i Ålborgs kommun i Region Nordjylland i Danmark. Tätorten har 3 694 invånare (2024). Den ligger på Jylland, cirka 7 kilometer sydost om Ålborg.